# 17231 Rohanwagh
17231 Rohanwagh è un asteroide della fascia principale. Scoperto nel 2000, presenta un'orbita caratterizzata da un semiasse maggiore pari a 3,131394 UA e da un'eccentricità di 0,158849, inclinata di 1,802353° rispetto all'eclittica. Ha un diametro di 9,808 km.